# Daraune Pokhari
Daraune Pokhari (nep. डराउने पोखरी) – gaun wikas samiti w środkowej części Nepalu w strefie Bagmati w dystrykcie Kavrepalanchok. Według nepalskiego spisu powszechnego z 2001 roku liczył on 620 gospodarstw domowych i 3286 mieszkańców (1748 kobiet i 1538 mężczyzn).